# Love Is
Love Is es un álbum de estudio de la banda de rock Eric Burdon & the Animals, publicado en 1968 en formato dual por MGM Records.

## Lista de canciones
1. "River Deep, Mountain High" (Phil Spector, Jeff Barry, Ellie Greenwich) – 7:23
2. "I'm an Animal" (Sylvester Stewart) – 5:34
3. "I'm Dying (Or Am I?)" (Eric Burdon) – 4:28
4. "Ring of Fire" (June Carter, Merle Kilgore) – 4:58
5. "Coloured Rain" (Steve Winwood, Jim Capaldi, Chris Wood) – 9:38
6. "To Love Somebody" (Barry Gibb, Robin Gibb) – 6:55
7. "As the Years Go Passing By" (Deadric Malone) – 10:13
8. "Gemini" (Steve Hammond) / "Madman Running Through the Fields" (Money, Summers) – 17:23

## Créditos
- Eric Burdon - voz
- Andy Summers - guitarra, piano
- John Weider - guitarra, violín
- Zoot Money - bajo, co-vocalista con Burdon en "I'm Dying (Or Am I?)" y"Gemini"
- Barry Jenkins - batería